# 급등일보
급등일보는 한국투자연구소에서 운영하는 주식 뉴스 및 정보 공유 텔레그램 채널로, 국내 주식 및 투자 정보를 실시간으로 제공하여 투자자들이 필요한 정보를 얻고 효율적인 투자 결정을 내리는 데 도움을 주고 있다. 이 채널은 다양한 투자 자산에 따라 세분화되어 있으며, 국내 주식, 미국 주식, 부동산 등으로 나뉘어 있어 투자자들에게 각자의 관심 분야에 맞는 정보를 제공한다.

## 운영 방식
급등일보는 최신 주식 시장 동향, 종목 분석, 투자 전략, 경제 뉴스 등을 신속하게 전달하며, 이를 통해 투자자들이 시장 변화에 기민하게 대응할 수 있도록 지원한다. 이 채널의 정보는 전문가들의 분석과 의견을 바탕으로 하여 타 채널에 공유되는 빈도가 높은 편이며, 확인할 수 없는 출처로부터의 풍문이나 루머 등 소위 찌라시는 공유를 지양하는 편이다. 업데이트되는 정보는 특히 변동성이 큰 시장에서 투자에 있어 중요한 역할을 한다.

## 소셜 미디어 활용
급등일보는 소셜 미디어를 적극적으로 활용하는 것으로도 알려져 있다. 대표적인 플랫폼으로는 인스타그램, 쓰레드, 트위터, 페이스북, 유튜브, 틱톡, 네이버 블로그, 카카오 채널 등이 있으며, 이러한 다양한 채널을 통해 투자자들에게 폭넓은 정보를 제공하고 있다. 이러한 플랫폼을 활용하여 투자자들에게 폭넓은 정보와 콘텐츠를 제공하며, 사용자 친화적인 접근 방식을 통해 구독자 수를 증가시키고 있다. 특히 소셜 유저들의 인구통계 특성 상 MZ세대인 20~30대 이용자들의 비중이 높은 편이다.

## 성장과 영향력
급등일보는 투자정보 분야의 텔레그램 채널들 중 후발주자에 속했으나, 현재는 한국어 텔레그램 채널들 중 경제/금융 분야 구독자 수 기준 1위를 기록 중이다. 참고로 투자정보 분야에서 2위 규모인 "가치투자클럽"과의 구독자수 차이는 약 3만명이다. 전세계적으로 증시가 고점권이라 개인투자자들의 주식 관심이 최고조에 달했던 2021년 8월에는 급등일보의 빠른 구독자 수 증가 현상이 언론에서도 다뤄진 바 있다. 제도권 금융사의 애널리스트나 중견급 이상의 기업이 운영하는 곳들을 제외하고는 최초로 기사화된 채널이었기 때문에, 이는 급등일보가 투자자들 사이에서 주목받고 있음을 보여주는 사례로 볼 수 있다.

## 구독자층
급등일보는 실전투자대회 수상자부터 여의도 부티끄 사무실의 전업 투자자, 이제 막 투자를 시작한 주린이와 대학생까지 여러 계층의 투자자들이 구독 중이다. 다양한 배경을 가진 투자자들이 모여 정보를 공유하고 의견을 나누는 커뮤니티를 형성하고 있으며, 이는 투자자들 간의 지식과 경험을 나누는 장으로도 기능하고 있다.
1. ↑  급등일보 (2024년 10월 5일). “급등일보 텔레그램”. 2024년 10월 5일에 확인함.
2. ↑  급등일보 (2024년 10월 5일). “급등일보 인스타그램”. 《주식 투자 재테크 - 급등일보🚀 실시간주식메신저😎》. 2024년 10월 5일에 확인함.
3. ↑  급등일보 (2024년 10월 5일). “급등일보 스레드”. 《주식 투자 재테크 - 급등일보🚀 실시간주식메신저😎》. 2024년 10월 5일에 확인함.
4. ↑  급등일보 (2024년 10월 5일). “급등일보 네이버 블로그”. 2024년 10월 5일에 확인함.
5. ↑  “TelegramChannels.me 텔레그램 순위 사이트”. 《한국어 채널 Ranking》. 2024년 10월 5일. 2024년 10월 5일에 확인함.
6. ↑  “텔레그램 순위 사이트 TG스탯에서 country = korea 검색 결과.”. 《텔레그램 순위 사이트 TG스탯.》. 2024년 10월 5일. 2024년 10월 5일에 확인함.
7. ↑  양성모 기자 (2021년 8월 27일). ““동학개미 잡아라” 증권사 텔레그램 채널 1만명 시대 우뚝”. 《“동학개미 잡아라” 증권사 텔레그램 채널 1만명 시대 우뚝》. 2024년 10월 5일에 확인함. 증권사 텔레그램 채널 외에도 주식정보를 공유 중인 급등일보 채널의 경우 구독자는 4만4000여명에 달하고 있다.